# All de Banyoles
L'all de Banyoles és una varietat d'all pròpia del Pla de l'Estany. Presenta una forma arrodonida, i plana per sota. La cabeça sencera té un color lilós per dins és blanc. La mida és variable, però més petita que la d'altres alls. Durant molt de temps, l'all de Banyoles era un conegut producte d'exportació.
La venda de l'all de Banyoles es fa al mercat de Banyoles o en l'explotació dels  pagesos. Els productors els venen en manats de 25 cabeces; en cabeces soltes, envasades en bosses d'un quilo per unitats, i també per dents.
Se sap que el conreu d'alls a la zona de Banyoles va començar el 1883, quan el batlle de Mata, Anton Frigolà, es proposà conrear-ne i d'altres pagesos l'imitaren. Un butlletí del Sindicat de Banyoles de 1915 explica que a l'any anterior, en el conjunt de les comarques de Girona s'hi havia sembrat 1000 ha d'alls, la majoria a la rodalia de Banyoles. La producció va continuar essent notable fins que, arribats els anys 1960 i 1970, va entrar en declivi, però aquesta davallada no n'afectà la comercialització. Durant la dècada dels 1990 hi va haver un intent de revitalitzar la producció de l'all, però la manca de mecanització i la baixa rendibilitat dels conreus van frenar la voluntat de recuperar-lo, de manera que, avui, aquest conreu gairebé ha desaparegut.